# Jan-Baptist Daveloose
Jan-Baptist Daveloose (Kortrijk, 3 oktober 1807 - aldaar, 17 februari 1886) was een Belgisch kunstschilder.
Hij was leerling aan de Kunstacademie in Kortrijk bij Jan Baptiste de Jonghe en profileerde zich als landschapschilder. Hij schilderde voornamelijk gezichten uit het West-Vlaams heuvelland, de Vlaamse Ardennen, de Maasvallei en de Moezelvallei. Zijn landschappen zijn idyllisch en liggen in de lijn van de Romantiek.
Een zeer merkwaardig schilderij is "De vier seizoenen" uit het Museum in Kortrijk : Het paneel is in vier vlakken verdeeld en toont eenzelfde landschap onder de wisselende omstandigheden van de vier seizoenen.
De kunstenaar Paul Goddyn was een leerling van hem (ca. 1844).
Daveloose woonde in de Onze-Lieve-Vrouwstraat in Kortrijk.

## Tentoonstellingen
- Salon 1831 en 1833 in Douai
- Salon 1833 in Kortrijk
- Salon 1834 in Lille
- Salon 1837, Brugge : "Landschap in de omgeving van Cassel" (2x)
- Driejaarlijks Salon 1843 in Antwerpen
- Salon 1865 in Kortrijk : "Boslandschap in Vlaanderen"

## Musea
- Brugge : Landschap met vee nabij Kortrijk
- Kortrijk, Stedelijk Museum : "Landschap aan de Schelde" (1836), "Landschap nabij Chaudfontaine" (1841), "Landschap aan de Kluisberg" (1843), "De Doorniksepoort te Kortrijk" (1839), "De Broeltorens te Kortrijk" (1842) en "De vier seizoenen" (1847)
- Sint-Niklaas
- Tourcoing